# Александріна Мекленбург-Шверінська
Александріна Августа Мекленбург-Шверінська (нім. Alexandrine Auguste zu Mecklenburg); 24 грудня 1879 — 28 грудня 1952) — королева-консорт Данії у 1912—1947 роках, уроджена принцеса Мекленбург-Шверінська, донька великого герцога Мекленбург-Шверіну Фрідріха Франца III та російської великої княжни Анастасії Михайлівни, дружина короля Данії Кристіана X, матір короля Данії Фредеріка IX.

## Біографія

### Ранні роки
Александріна Августа народилась у переддень Різдва, 24 грудня 1879 року у Шверіні, за часів правління свого діда Фрідріха Франца II. Дівчинка стала первістком в родині спадкоємного принца Фрідріха Франца Пауля та його дружини, княжни Анастасії Романової, з'явившись на світ за одинадцять місяців після їхнього весілля у Петербурзі.
Резиденцією сім'ї у Шверіні був Марієнплац. Однак, через слабке здоров'я батька, мешкали вони, переважно, у середземноморському кліматі. Звичайними місцями проживання були узбережжя Женевського озера, Палермо, Баден-Баден та Канни.

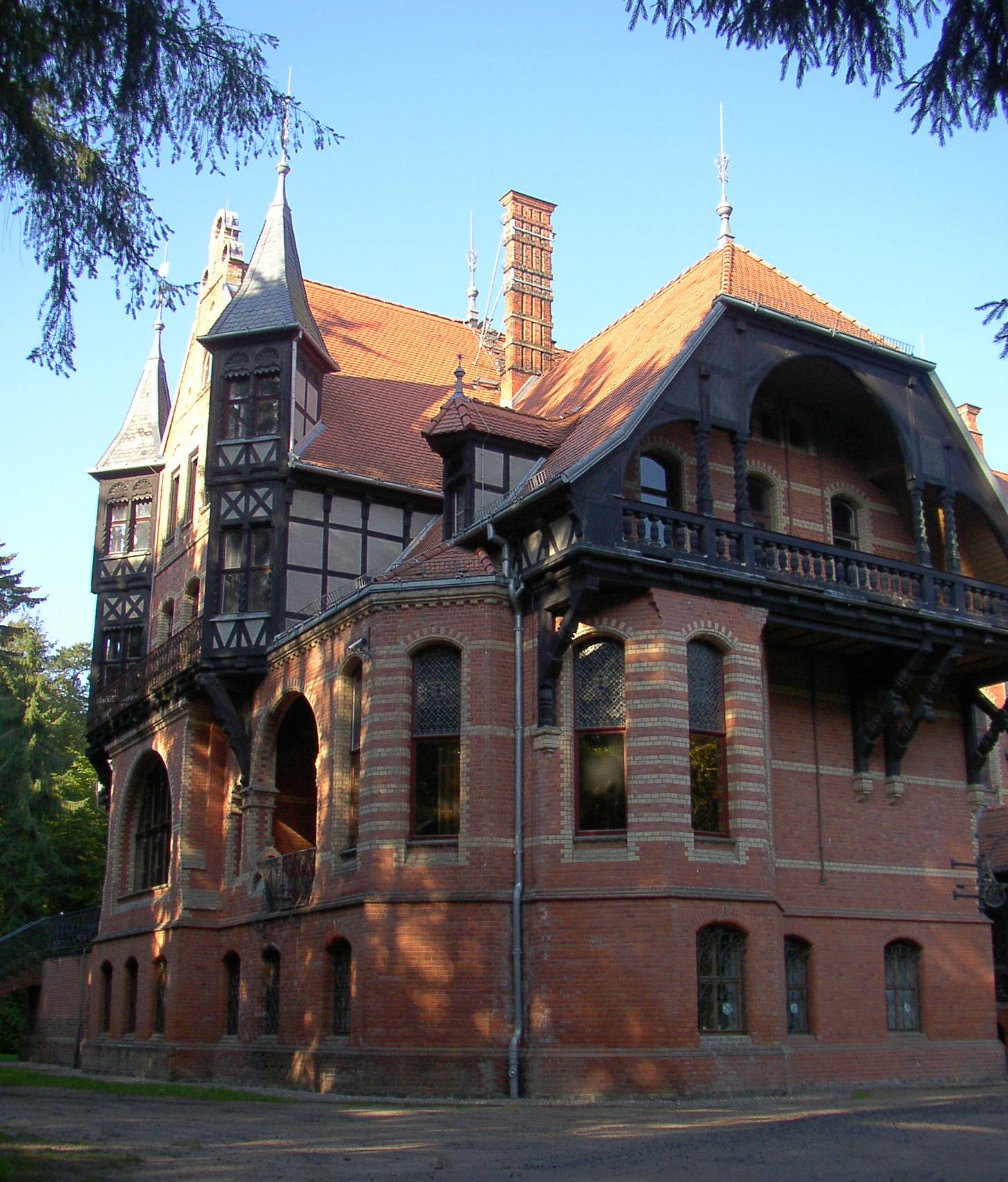
Замок у Ґельбенсанде — літня резиденція родини

Коли Фрідріх Франц у 1883 році успадкував престол, родина мала п'ять місяців проводити у великому герцогстві. Новою резиденцією став Шверінський замок. А у 1886-му був збудований літній будиночок у Ґельбенсанде. Саме там Анастасія з дітьми, яких стало вже троє,
проводила більшість часу. Вони відвідували місцеве населення, проводили час на пляжі або гуляли лісом. 1889-го була збудована вілла Веден у Каннах, де сім'я почала проводити зимовий час з листопада до травня.
Діти виховувались у простій обстановці, однак, отримали всебічну освіту. Матір надавала їм більше свободи, ніж мала сама в дитячому віці, і встановила із ними близькі приязні стосунки. Спілкувалася з ними, переважно, англійською.
Александріна, окрім німецькою та російської, рідних мов батьків, також добре розмовляла французькою та англійською. Вона росла музикальною дівчиною та стала доброю піаністкою. Спорт також відіграв велику роль у її розвитку: принцеса грала у гольф, теніс, займалася веслуванням та вітрильним спортом.
Взимку 1897 здоров'я Фрідріха Франца погіршилося. Родина весною переїхала у Грасс, сподіваючись на покращення. В цей час відбулися заручини Александріни із данським принцом Крістіаном.
За кілька тижнів, повернувшись на віллу Венден, батько Александріни таємниче загинув за загадкових обставин. Згідно офіційних відомостей, він впав з балкону.
Після закінчення трауру, у липні 1897, Анастасія з Александріною приватно побували у Данії, де зустрілися з родиною кронпринца. За її наполяганням, весілля відбулося наступного року на віллі Венден.

### Шлюбне життя

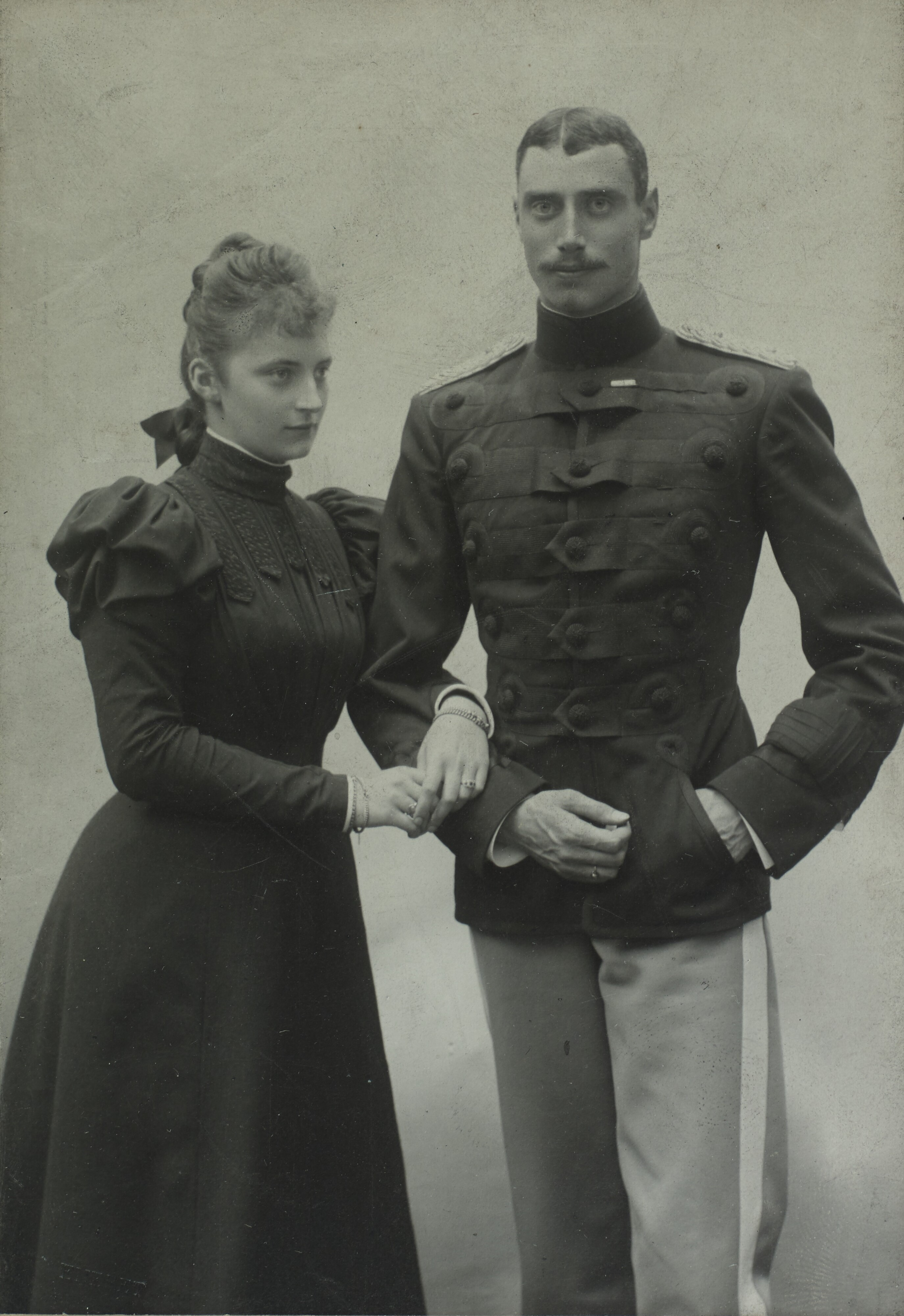
Александріна з Крістіаном

У віці 18 років принцеса Александріна взяла шлюб із 27-річнем принцом Данії Крістіаном, старшим сином кронпринца Фредеріка та Луїзи Шведської. Весілля відбулося на Лазурному березі, поблизу Канн, у маєтку, що належав матері нареченої. Дід нареченого, король Крістіан IX, дарував молодятам як резиденцію палац Амалієнборг. Літнім будинком сім'ї став замок Сорґенфрі, де і народилися обидва сини подружжя.
1902-го завершилося будівництво замку Марселісборг в Орхусі, що став дарунком парі від данського народу. Александріні дуже полюбилося займатися тамтешнім садом.
1906-го престол Данії посів батько Крістіана, а подружжя стало кронпарою. Вважається, що Александріна в той час не мала жодної політичної ролі, однак її описували як жінку, що вірно підтримує свого чоловіка.

### Королева
14 травня 1912, повертаючись із дружиною та чотирма дітьми з Ніцци до Копенгагену, Фредерік VIII помер у Гамбурзі від серцевого нападу. Крістіан очолив країну під іменем Крістіана X. Александріні було 32 роки, коли вона стала королевою.
За два роки почалася Перша світова війна. Данія у ній дотримувалася політики нейтралітету. За ініціативою Александріни були засновані «Центральний комітет королеви 1914» для підтримки бідних родин та, 1917-го, фонд, що мав забезпечувати підтримку службовців військово-морського флоту. Зокрема, осіб, які при виконанні службових обов'язків втратили здоров'я або отримали інвалідність. Згодом, цей фонд було об'єднано із фондом Георга I під назвою «Морський фонд королеви Александріни та короля Георга I».
1918-го королева пережила іспанку.
Повною мірою Александріна виконувала і представницьку роль. Разом із чоловіком, вона відвідала всі данські землі, а також заморські території: Ґренландію, Ісландію та Фарерські острови. До цього часу проводиться щорічний тур данської королівської родини на яхті «Даннеброг», збудованій для Александріни та Крістіана.
Ще одним напрямком діяльності королеви була благодійність. Після смерті у 1926 вдовіючої королеви Луїзи, Александріна взяла на себе протекторат над численними благодійними закладами. Відома рукодільниця, вона віддавала свої роботи на благодійні цілі.
Як прихильниця музики, протегувала Музичному товариству Копенгагена та Данському товариству Ріхарда Вагнера.
Полюбляла грати в гольф та займатися фотографією.
Свята королівське подружжя часто проводило у Каннах або відвідували інші європейські королівські дома, де мали численні сімейні зв'язки.
Під час німецької окупації країни у роки Другої світової війни королівська родина стала національним символом. Александріна, будучи німкенею за походженням, виказала повну підтримку Данії. У зв'язку з цим, населення ставилося до королеви з особливою теплотою.
Відзначалося, що, хоча Александріна і була сором'язливою та не любила офіційні церемонії, вона мала гострий інтелект та, разом з невісткою Інгрід, всіляко підтримувала монарха та надихала правлячий будинок на опір окупантам.
Антифашист Кай Мунк так виразив громадську оцінку ставлення народу до Александріни в той час: «Захистимо нашу королеву, єдину німкеню, яку ми б хотіли зберегти!».

### Останні роки

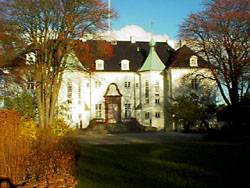
Палац Марселісборг, де Александріна провела останні роки

20 квітня 1947 року Крістіан X пішов з життя у віці 76 років. Престол успадкував їхній син Фредерік.
Александріна після цього більшу частину часу проводила в Марселісборзі в Орхусі. Зазвичай, до неї продовжували звертатися із титулом королеви, а не вдовіючої королеви.
Пішла з життя у Товаристві Святого Луки в Геллерупі 28 грудня 1952 у віці 73, переживши чоловіка на п'ять років. Поховали королеву поруч із ним у Роскілльському соборі.

## Родина
Чоловік — Кристіан X, король Данії
Діти:
- Фредерік (1899—1972) — наступний король Данії у 1947—1972 роках, був одружений з Інгрід Шведською, мав трьох доньок;
- Кнуд (1900—1976) — кронпринц Данії у 1947—1953 роках, був одружений із Кароліною-Матильдою Данською мав двох синів та доньку.

## Нагороди
- Орден Луїзи 1-го класу (Пруссія)
- Орден Вендської корони, великий хрест особливого класу
- Орден Святої Катерини (Російська імперія)
- Дама ордену Слона (Данія), (1912)
- Великий командор ордену Данеброг (Данія), (26 травня 1948)
- Дама Великого хреста ордену Ісландського Сокола (Королівство Данії та Ісландії);
- Дама королівського родинного ордену Крістіана IX (Данія)
- Дама королівського родинного ордену Фредеріка VIII (Данія)
- Дама королівського родинного ордену Крістіана XI (Данія)
- Дама ордену Королеви Марії Луїзи (Іспанія) (3 лютого 1929)
- Орден Серафимів (Швеція)
- Медаль 70-річчя короля Густава V (Швеція)
- Медаль 90-річчя короля Густава V (Швеція)